# Jordan Reed
Jordan M. Reed (* 3. Juli 1990 in New London, Connecticut) ist ein ehemaliger US-amerikanischer Football-Spieler auf der Position des Tight Ends. College Football spielte er für die Florida Gators. Im NFL Draft 2013 wurde er an 85. Stelle von den Washington Redskins gedraftet, für die er bis 2019 spielte. Zuletzt stand Reed bei den San Francisco 49ers unter Vertrag.

## Collegekarriere
Reed nahm ein athletisches Stipendium an der University of Florida an, wo er für Coach Urban Meyer und Coach Will Muschamp von 2009 bis 2012 spielte. Ursprünglich als Quarterback rekrutiert, spielte er in seiner Freshman-Saison kein einziges Spiel. Nach der Saison 2009 wechselte er zur Tight-End-Position. Reed beendete seine drei Saisons im College mit 78 gefangenen Pässen für 938 Yards und sechs Touchdowns. Er beschloss, auf sein letztes Jahr am College zu verzichten und für den NFL Draft 2013 anzumelden.

## Profikarriere

### 2013
Reed wurde in der dritten Runde an 85. Stelle von den Washington Redskins im NFL Draft 2013 ausgewählt. Am 24. Mai 2013 unterzeichnete er offiziell einen vierjährigen Rookievertrag mit dem Team.
Am 15. September 2013 gelang Reed sein erster Touchdown gegen die Green Bay Packers. Dieser Touchdown machte ihn zum ersten Redskins-Rookie seit 2004, dem es gelang, einen Touchdown innerhalb der ersten zwei Spiele zu erzielen. Am 20. Oktober 2013 gelang Reed eine Karrierebestleistung, er kam auf neun gefangene Pässe für 134 Yards und einen Touchdown gegen die Chicago Bears. Er stellte damit einen neuen Redskins-Franchise-Rekord auf für die meisten gefangenen Yards von einem Redskins-Rookie-Tight-End sowie sein erstes 100-Yards-Plus-Spiel.  Am 11. November 2013 wurde Reed aus dem Spiel genommen, nachdem er eine Gehirnerschütterung in dem Spiel gegen die Philadelphia Eagles erlitt. Nach dem Fehlen von vier aufeinanderfolgenden Spielen wegen Kopfschmerzen nach der Gehirnerschütterung wurde er auf die Verletzten-Liste gesetzt. Trotz seiner nur neun Spiele, davon vier als Starter, wurde er in seiner ersten Saison zum PFWA-All-Rookie-Team berufen.

### 2014
Am 7. September 2014 verletzte sich Reed im Spiel gegen die Houston Texans mit einer Beinverletzung. Am 12. Oktober 2014 fing Reed acht Pässe für 92 Yards gegen die Arizona Cardinals. Am 16. November 2014 erlitt Reed eine weitere Beinverletzung während des Spiels gegen die Tampa Bay Buccaneers.  Am 30. November 2014 fing Reed neun Pässe für 123 Yards gegen Indianapolis Colts, für sein zweites 100-Yards-Plus-Spiel in seiner Karriere.

### 2015
Am 13. September 2015 fing Reed sieben Pässe für 63 Yards und seinen ersten Touchdown der Saison gegen die Miami Dolphins. Am 25. Oktober 2015 fing Reed einen persönlichen Rekord von 11 Pässen für 72 Yards und zwei Touchdowns gegen die Tampa Bay Buccaneers. Am 15. November 2015 fing Reed zwei weitere Touchdowns gegen die New Orleans Saints. Am 29. November 2015 fing Reed acht Pässe für 98 Yards gegen die New York Giants. Am 13. Dezember 2015 fing Reed neun Pässe für 120 Yards und einen Touchdown gegen die Chicago Bears und erzielte damit sein drittes 100-Yards-Plus-Spiel seiner Karriere. Am 20. Dezember 2015 fing Reed 7 Pässe für 84 Yards gegen die Buffalo Bills. Am 26. Dezember 2015 fing Reed 129 Yards und zwei Touchdowns gegen die Philadelphia Eagles, um die NFC East zu gewinnen. In seinem ersten Play-off-Spiel fing Reed neun Pässe für 120 Yards und einen Touchdown gegen Green Bay Packers. Er war auf Platz 77 der NFL Top 100 Players von 2016.

### 2019
Infolge einer Gehirnerschütterung im dritten Spiel der Preseason verpasste Reed die Saison 2019 vollständig. Am 20. Februar 2020 wurde er von den Redskins entlassen.

### 2020
Am 9. August 2020 gaben die San Francisco 49ers Reed einen Einjahresvertrag. Bei der 49ers fing er 26 Pässe für 231 Yards und vier Touchdowns in zehn Spielen. Nach der Saison 2020 beendete Reed seine Karriere.